# Barbara Ehrenreich
Pour les articles homonymes, voir Ehrenreich.
Barbara Ehrenreich, née Alexander le 26 août 1941 à Butte (Montana) et morte le 1er septembre 2022 à Alexandria (Virginie), est une écrivaine, chroniqueuse américaine, militante féministe et socialiste.

## Biographie
Après avoir passé une thèse en chimie au Reed College (1963), puis une thèse sur l'immunologie cellulaire à l'université Rockefeller, Barbara Ehrenreich a longtemps travaillé sur la santé et les femmes, désignant l'industrie pharmaceutique sous le nom de « complexe médico-industriel ». Fille d'un mineur et d'une femme engagée chez les démocrates libéraux, Barbara Ehenreich était l'une des figures majeures des socialistes démocrates d'Amérique dans les années 1980 et 1990 ; elle en est ensuite cosecrétaire d'honneur. Elle a été membre et parfois responsable de nombreuses associations, dont le National Women's Health Network (en), NARAL Pro-Choice America, la National Writers Union (en) (syndicat d'écrivains indépendants), Fairness and Accuracy in Reporting (en) (FAIR), le National Organization for the Reform of Marijuana Laws (en) (qui œuvre pour la dépénalisation du cannabis), le think-tank Campaign for America's Future (en), ou encore le Center for Popular Economics, où elle fait partie du comité de conseil (advisory committee) aux côtés de l'historien Howard Zinn. Sur le plan électoral, elle a défendu Ralph Nader en 2000, John Kerry en 2004 et Barack Obama en 2008.
Au début des années 1970, elle rencontre Deirdre English au College at Old Westbury de l'Université d'État de New York où elles sont toutes deux enseignantes. Militantes actives au Women's Health Movement qui émerge alors, elles écrivent ensemble trois pamphlets qui auront une grande influence sur la pensée féministe concernant la chasse aux sorcières. Sorcières, sages-femmes & infirmières (1973) sera notamment cité dans leurs travaux par Starhawk et Silvia Federici. Il sera suivi de Fragiles ou contagieuses (1973) et de Des experts et des femmes (1978). Diane Purkiss (en) critique la véracité factuelle des thèses présentées dans ce livre culte du mouvement féministe.
Dans un de ses ouvrages populaires, Nickel and Dimed: On (Not) Getting By in America (2001 - traduit chez Grasset sous le titre L'Amérique pauvre. Comment ne pas survivre en travaillant), elle enquête sur les effets de la réforme du système de protection sociale, notamment après le Personal Responsibility and Work Opportunity Act (en) de 1996, en travaillant trois mois dans des métiers à bas salaires (serveuse, caissière à Walmart ou femme de ménage).
Dans un autre livre Smile or Die: How Positive Thinking Fooled America and the World, elle démontre que la « pensée positive » n'a d'affirmative que le nom,. Cette philosophie serait même l'outil de manipulation idéal pour convaincre des employés de dire « oui » en souriant à tous les abus éventuels de leurs patrons. Sur le plan spirituel, c'est aussi un moyen de recrutement pour les sectes en tout genre.
Aujourd'hui, beaucoup de dirigeants français font appel à des coachs pour convertir leurs employés au « positivisme » puisqu'un bon salarié « sourit, ne se plaint pas et ne critique jamais la hiérarchie ».
Son dernier livre est paru aux États-Unis en 2014 et s'intitule Living with a Wild God: A Nonbeliever's Search for the Truth About Everything.

### Famille
Barbara Ehrenreich a deux enfants, Ben Ehrenreich (en) (né en 1972), journaliste et écrivain indépendant comme sa mère, et Rosa Brooks (en), éditorialiste au Los Angeles Times, professeur de droit au Georgetown University Law Center et qui a travaillé pour l'administration Obama, ayant été pendant deux ans conseillère d'une sous-secrétaire à la politique de Défense Michèle Flournoy et, en outre, depuis mai 2010 Deputy Assistant Secretary of Defense puis Special Coordinator for Rule of Law and Humanitarian Policy au département de la Défense, poste nouveau créé par Obama.

## Œuvres traduites en français
- (avec Deirdre English (en)) Sorcières, sages-femmes et infirmières. Une histoire des femmes et de la médecine, éd. du remue-ménage (Canada), 1976. Nouvelle édition : Sorcières, sages-femmes & infirmières. Une histoire des femmes soignantes, éd. Cambourakis, 2015, avec une nouvelle introduction des auteures [Witches, Midwives & Nurses: A History of Women Healers, The Feminist Press, 1973 ; 2e édition, 2010].
- (avec Deirdre English) Fragiles ou contagieuses. Le pouvoir médical et le corps des femmes, éd. Cambourakis, 2016, avec une postface d'Eva Rodriguez [Complaints & Disorders: The Sexual Politics of Sickness, 1973 ; 2e édition, 2011].
- (avec Deirdre English) Des experts et des femmes. 150 ans de conseils prodigués aux femmes, éd. du remue-ménage (Canada), 1982. [For Her Own Good: Two Centuries of the Experts' Advice to Women, Anchor Press, 1978].
- Le Sacre de la guerre. Essai sur les passions du sang, éditions Calmann-Lévy, 1999 [Blood Rites: Origins and History of the Passions of War, 1997].
- L'Amérique pauvre. Comment ne pas survivre en travaillant, éd. Grasset, 2004 (édition poche : 10/18, 2005) [Nickel and Dimed: On (Not) Getting By in America, 2001][6]
- On achève bien les cadres[7]. L'envers du rêve américain, éd. Grasset, 1997) [Bait & Switch: The (Futile) Pursuit of the American Dream, 2005].